# Földes Vilmos (karikaturista)
Földes Vilmos (Esztergom, 1942 –) magyar karikaturista.

## Élete
Ferences diákként tanult Esztergomban (1960), volt dekoratőr Nyergesújfalun, mechanikai műszerész (MIM), gyártmánytervező (Esztergomi Szemüvegkeretgyár), általános iskolai pedagógus (az Esztergomi Tanítóképző Főiskola elvégzése után), utána rajztanári diplomát (Pécs), majd egyetemi diplomát (Szeged) szerzett. Az esztergomi VJRKTF rajzoktatója volt. Rajzai a Magyar Ifjúság, Ifjúsági Magazin, Néphadsereg, Igaz Szó, Pajtás, Ludas Matyi, Új Ludas, Pesti Vicc, Füles c. lapokban jelentek meg.
Számos bel- és külföldi karikatúrakiállításon szerepelt, díjakat is nyert.
Jelenleg (2017) is rajzol, karikatúrák mellett könyvillusztrációkkal foglalkozik.